# 美国食品药品监督管理局
美国食品药品监督管理局（英語：U.S. Food and Drug Administration，缩写为）为美國衛生及公共服務部直轄的联邦政府机构，其主要职能是负责对美国国内生产及进口的食品、膳食补充剂、药品、疫苗、生物医药制剂、血液制剂、医疗设备、放射性设备、兽药和化妆品进行监督管理，同时也负责执行《公共衛生服務法令》（the Public Health Service Act）的第361号条款，包括公共卫生条件及州际旅行和运输的检查、对于诸多产品中可能存在的疾病的控制等等。

## 组织机构
美国食品药品监督管理局归于联邦卫生和公共服务部管辖，旨在保护和促进全国公共卫生，总部位于马里兰州的洛克威尔，在全美及美属维京群岛和波多黎各拥有十三个实验室，还在包括中国在内的多个国家开设了办事机构。
该管理局由若干个部门组成，每个部门都负责一个相关领域的监管工作：
- 政府专员办公室（OC）
- 药品审评和研究中心（CDER）
- 生物制品审评和研究中心（CBER）
- 食品安全和应用营养中心（CFSAN）
- 设备仪器与放射健康中心（CDRH）
- 兽药中心（CVM）
- 国家毒理学研究中心（NCTR）
- 监管事务办公室（ORA）

另外，美国食品药品监督管理局也同包括农业部、美國緝毒局、美国海关和美国消费品安全委员会等联邦部门以及州政府展开了频繁而广泛的合作。

### 领导层

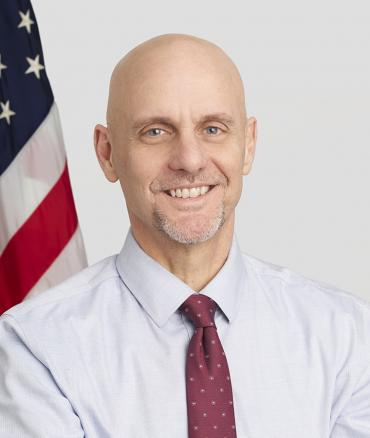
斯蒂芬·哈恩

美国食品药品监督管理局现任局長为斯蒂芬·哈恩。

### 资金来源
美国食品药品监督管理局2008年申请的联邦预算为21亿美元，在2007年实际预算的基础上增加了1亿580万。
另外，依据美国《处方药用户收费法》（PDUFA）的规定，该局亦向制药工业中申请新药的厂家收取审查费用。在《医疗器械用户收费和现代化法》(MDUFMA)中也有类似的收费规定。不过对于某些小型厂商，这些费用可以减免。

## 法律授权
美国食品药品监督管理局所执行的大部分联邦法律都被编入《联邦食品、药品和化妆品法案》(Federal Food,Drug,and Cosmetic Act)，也即美国法典第21篇（Title 21 of the United States Code）。其他交由该局执行的法律包括《公共保健服务法》（the Public Service Act）、《滥用物质管理法》（Controlled Substances Act）、《联邦反篡改法》（Federal Anti-Tampering Act）和《家庭吸烟预防与烟草控制法》。
美国食品药品监督管理局实施安全监管范围很广。例如对于处方药的监管就涉及它的每一个方面，从药品测试、制造、标签规范、广告、市场营销、效用直到药品安全。对于化妆品的管理则限于标签规范和安全。该局对于大部分产品的监管行为是基于一系列公开的标准，同时辅以一定数量的仪器检查。

## 监管程序

### 食品监管与膳食补充剂监管
食品安全和应用营养中心是食品药品监督管理局负责规范美国境内几乎所有食品的安全和标签使用的分支机构。不在其监管范围内的包括来自已驯化动物的肉类制品，如牛肉和鸡肉，该类产品由美国农业部食品安全监督服务局负责监管。而含有微量肉类的产品则归于美国食品药品监督管理局监管。两者之间的精确界限则列于这两个部门之间签署的谅解备忘录中。另外，用于家畜的药品和其他产品则归于美国食品药品监督管理局的另一分支机构——兽药中心管理。其他不归美国食品药品监督管理局监管的消费品包括酒精量高于7%的饮料（由美国联邦司法部烟酒枪械炸药局负责监管）和非瓶装饮用水（由美国国家环境保护局负责监管）。
食品安全和应用营养中心也负责建立和修改食品标准，例如身份标准（如一种产品被贴上“酸奶酪”的标签需要什么条件）等，以及设置多数食品的营养标示要求。这两部分的标准都被收录到《美国联邦法规》之中。
《1994年膳食补充剂健康和教育法》指定由美国食品药品监督管理局负责膳食补充剂的监管工作。然而，法律并没有规定膳食补充剂须进行安全性和有效性测试，迄今也没有任何法定标准，所以美国食品药品监督管理局只能在该膳食补充剂被证明不安全时才能采取行动。膳食补充剂的制造厂商被允许在这些产品的标签中作出关于健康权益的“结构或功能声明"。他们也许不会声明该产品可以医治、诊断、治愈或预防某种疾病，但是在标签中必须包含某种免责声明。
美国市场上的瓶装水由美国食品药品监督管理局和各州政府联合实施监管，自来水则纳入州法规和地方法规的管辖范畴，并由联邦环保署实施监管。美国食品药品监督管理局对于瓶装水的监管须遵循联邦环保署设立的指导方针，同时新设立的环保署法规也自动适用于对瓶装水的监管，除非美国食品药品监督管理局对此进行了更加详细的重新规定。尽管美国瓶装水产业的质量控制并没有城市供水严格，但是美国市场的瓶装水灌装瓶仍被要求实施类似其他食品的检查。

### 药品监管

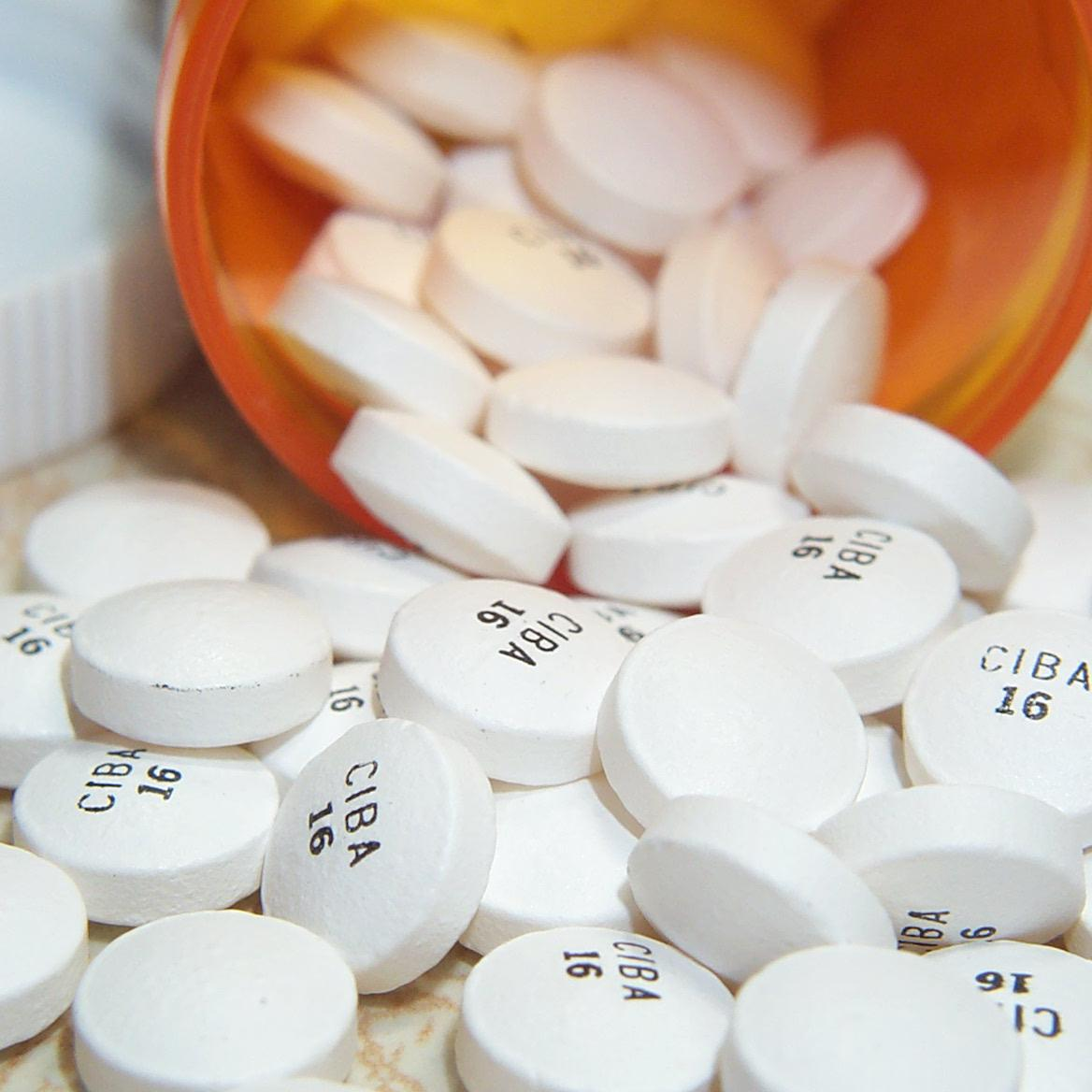

药品审评和研究中心对于三大类的药品制定了不同的标准，这三大类药品为：新药、非专利药和非处方药。一种药品如果是由一个不同的制造商使用不同的辅药（excipients）或非活性成分（inactive ingredients）制作而成，被用于不同的治疗目的，或者药品已有其他任何实质性的变化即可称为“新药”。对于新药最严格的要求是在“新分子实体”（new molecular entities）层面上不得雷同于任何已经存在的药物。

#### 新药
新药在被美国食品药品监督管理局批准之前需要进行大量的研究观察，这个程序被称为“新药申请审评程序”（NDA）。在默认情况下，新药只有凭医嘱才能买到。新药成为非处方药（OTC）首先需要经过新药申请审评程序并被批准，之后还要有一个独立的审查程序。
新药被批准就意味着“当直接使用时是安全而有效的”。

#### 广告和促销
美国食品药品监督管理局负责审查和管理处方药的广告和促销活动。（包括非处方药广告在内的其他类型的广告则由联邦贸易委员会管理）在药品广告监管中有两个关键性的要求。一是在大多数情况下，药品制造商只能在广告中宣传该种药品已被批准的特定特性或医疗用途。而药物许可适应症以外之使用方式（off-label use），即基于被批准的使用目的之外的目的使用药品，在医疗实践中十分常见。同时广告需要注意在宣传药品优点和提醒用户药品可能存在的风险之间把握平衡。

#### 药品上市后的安全性观察
在经历新药申请审评程序并被批准后，药品制造商必须审查并向美国食品药品监督管理局报告它所掌握的每一起药物不良反应事件。十分严重和致命的药物不良反应事件必须在15日内上报；其他事件则按季度上报。美国食品药品监督管理局亦可直接通过它的安全信息及不良反应通报程序（MedWatch program）获得药物不良反应报告，由于这些报告是由用户或医疗专业人士主动上报，所以被称为“自发性报告”。尽管这已经成为药品上市后安全性观察的最主要手段，但是美国食品药品监督管理局对于药品上市后风险管理的必要性仍然与日俱增。在药品被批准的情况下，制造商被要求进行更多的额外临床实验，这被称为新药临床试验IV期。在某些情况下，美国食品药品监督管理局所要求的药品风险管理可能包括其他种类的研究、约束或安全性观察措施。

#### 非专利药
非专利药是专利权保护已经过期的处方药，因此允许其他制造商制造和销售。对于非专利药的批准，美国食品药品监督管理局需要科学的证据证明该药品与最初被批准的药品之间是可替换的或在治疗的意义上是等同的。

#### 非处方药
非处方药是不需医生处方就可获取的药品和复合剂。美国食品药品监督管理局列出了一个表单，其中的近800种成分通过多种方式的组合产生了10万多种的非处方药。另外，许多非处方药的组成成分也属于处方药范畴，但是现在被认为无需医疗人员的监督亦可安全使用。

### 疫苗、血液与人体细胞组织产品、生物制剂监管
生物制品审评和研究中心是美国食品药品监督管理局负责生物学治疗安全性与有效性的分支机构，负责监管的产品包括血液和血液制剂、疫苗、过敏原、人体细胞组织产品和基因治疗产品。新的生物学医疗产品在上市前需要经历一个类似于药品的申请审评程序。政府对于生物学医疗产品进行监管的原始授权来源于1902年的《生物制品管制法》（Biologics Control Act），附加授权来源于1944年的《公共保健服务法》（Public Health Service Act）。另外，《联邦食品、药品和化妆品法案》也适用于生物学医疗产品的监管。原来承担生物学医疗产品监管责任的机构隶属于美国国立卫生研究院，在1972年这项授权被转移至美国食品药品监督管理局。

### 医疗设备和放射性设备监管
设备仪器与放射健康中心是美国食品药品监督管理局负责对所有医疗设备进行上市前的审批工作以及监管这些设备的制造、工作性能和安全性的分支机构。在《联邦食品、药品和化妆品法案》对“医疗设备”进行了定义，它包括从简单如牙刷到复杂如可植入脑起搏器的诸多器械。设备仪器与放射健康中心还负责对具有辐射性的非医疗器械的安全性能进行监管，这些设备包括手机、机场行李检测设备、电视接收器、微波炉、紫外线保健房和激光产品。
设备仪器与放射健康中心的管理权责包括要求设备制造商或进口商提交关于设备的技术报告，要求放射性设备符合安全性能指标，公布有瑕疵产品，要求召回有瑕疵或无效产品。设备仪器与放射健康中心也直接进行部分产品的检测工作。

### 化妆品监管
美国市场上的化妆品也由美国食品药品监督管理局管理食品的分支机构食品安全和应用营养中心负责监管。一般来说，化妆品并不需要美国食品药品监督管理局的上市审批，除非它们需要在标签上作出“结构或功能声明”以成为药用化妆品。但是在化妆品被允许于美国市场销售时，其中的所有着色剂都需通过美国食品药品监督管理局的特别批准。美国食品药品监督管理局也负责对化妆品的标签进行管理，而没有被强制要求进行安全性检测的化妆品须在其标签上注明可能带来的副作用。

### 兽医用品监管
兽药中心是美国食品药品监督管理局负责对提供给包括食用动物和宠物在内的飼料、飼料添加剂和獸用药品进行监管的分支机构。兽药中心不负责监管动物疫苗，该类产品由美国农业部管理。
兽药中心最基本的工作是监管提供给食用动物的药品，确保其不至于影响对人类的食物供应。美国食品药品监督管理局控制疯牛病的工作也是通过兽药中心对饲料制造商的检查得以施行。
2007年12月19日，美国食品药品监督管理局宣布建立一个用以跟踪食物系统中的克隆动物的数据库，借以使相关鉴别程序得以有效进行。这个数据库将成为全国动物识别系统（National Animal Identification System）的一部分，该系统用于跟踪全美所有从还在农场饲养到已上餐桌的家畜。

## 相关重要立法
- 1902-《生物制品管制法》（Biologics Control Act）
- 1906-《纯净食品和药品法》（Pure Food and Drug Act）
- 1938-《联邦食品、药品和化妆品法案》（Federal Food, Drug, and Cosmetic Act）
- 1944-《公共保健服务法》（Public Health Service Act）
- 1951-《Durham-Humphrey修正案》（Durhan-Humphrey Amendment）
- 1962-《Kefauver-Harris药品修正案》（Kefauver-Harris Drug Amendments）
- 1966-《正确包装与标识法》（Fair Packaging and Labeling Act）
- 1976-《医疗器械修正案》（Medical Device Amendments）
- 1987-《处方药上市法》（Prescription Drug Marketing Act）
- 1988-《反毒品滥用法》（The Anti-Drug Abuse Act）
- 1990-《营养标识和教育法》（Nutrition Labeling And Education Act）
- 1992-《处方药使用者费用法》（Prescription Drug User Fee Act）
- 1994-《膳食补充剂健康教育法》（Dietary Supplement Health and Education Act）
- 1997-《食品药品监督管理局现代化法》（Food And Drug Administration Modermization Act）
- 2002-《生物恐怖活动法》（Bioterrorism Act）
- 2002-《医疗器械用户收费和现代化法》（Medical Device User Fee and Modernization Act）
- 2003-《兽药用户收费法》（Animal Drug User Fee Act）
- 2011- 《美國食品安全現代化法案》(Food Safety Modernization Act，縮寫為FSMA)

## 历史

### 早期历史

#### 联邦食品和药品监管的起源
直到20世纪，除了曾短暂施行过的《1813年疫苗法》，美国几乎没有对国内生产的食品和医疗产品进行监管的联邦法律。尽管美国市场上充斥着随意更改食品和药品成分的现象，当时也只能由一个各州法律中的相关规定拼凑成的凌乱系统来对混乱市场进行盲目管理。而美国食品药品监督管理局的历史可以被追溯到19世纪后半叶的美国农业部化学物质司（后改为化学物质局）。在哈维·华盛顿·维莱（Harvey Washington Wiley）（1883年被任命为首席化学家）的领导下，该司开始对美国市场上食品和药品的掺假行为和标签滥用行为进行调查研究。尽管此时它们并没有监管的权限，但是该司于1887-1902年间公布了一系列被称为《食品与食品掺杂物》的研究报告。利用这些报告，以及与多个组织机构如联邦妇女俱乐部（General Federation of Women's Clubs）、医疗工作者和制药厂商的协会之间的合作，该司开始游说创制一部涉及州际贸易的食品与药品统一标准的联邦法律。当像厄普顿·辛克莱（Upton Sinclair）等记者进行的揭黑报道引起公众对产品安全的关注后，维莱的主张获得了越来越多的支持，最后成为黑幕揭发运动中加强对事关公共安全事务联邦监管的倡议的一部分。1902年，联邦通过了《生物制品管制法》（Biologics Control Act）。

#### 1906年《纯净食品和药品法》
1906年，美国社会学作家厄普顿·辛克莱出版了小说《屠场》，除将当时美国政治腐败的问题暴露之外，还对芝加哥肉类罐头工厂令人作呕的罐头加工过程作了细致描写，引起了强烈的民愤。

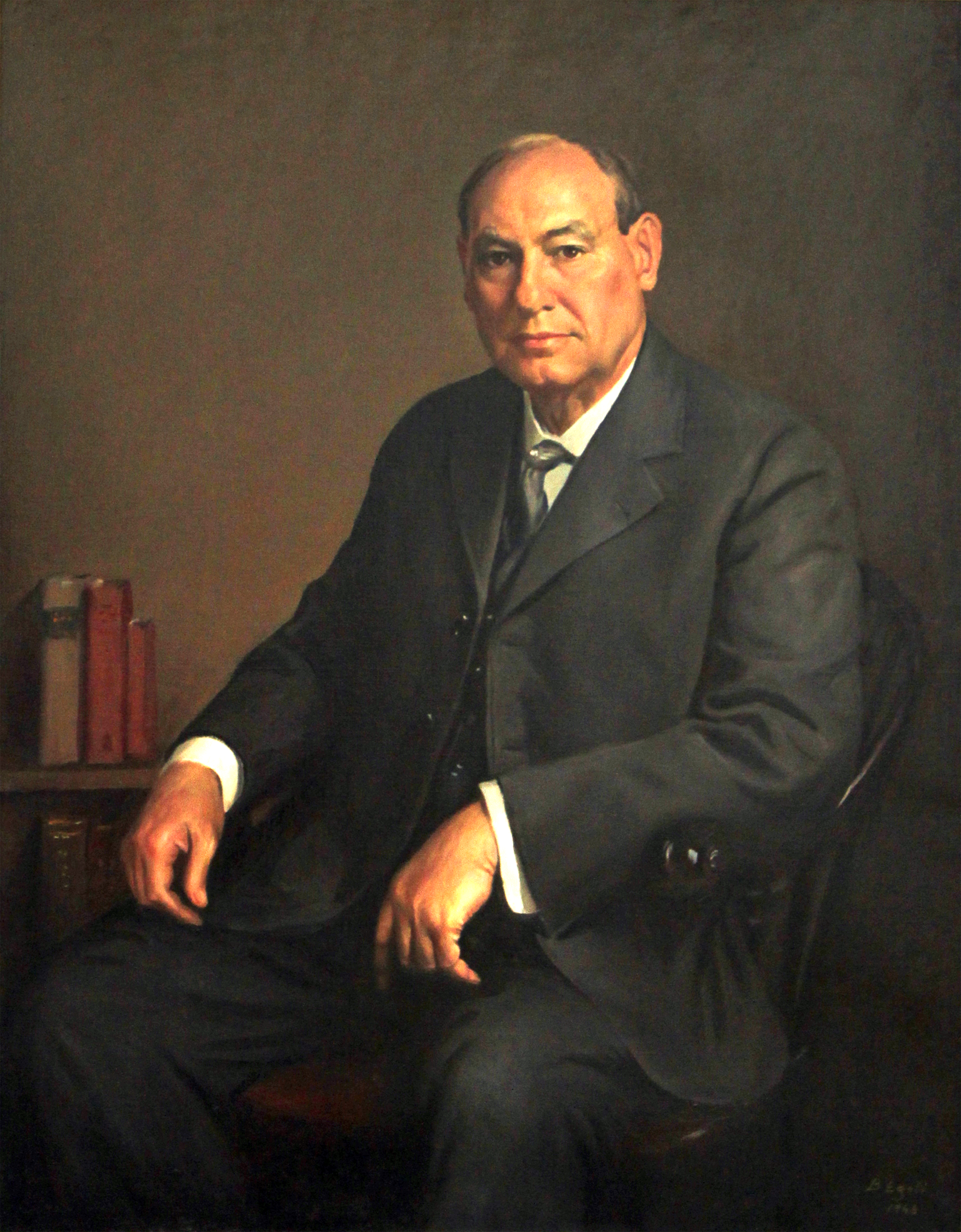
哈維·W·维莱，《食品和藥物法》的首席倡導者

6月，美国总统西奥多·罗斯福签署通过了《纯净食品和药品法》，为了纪念其主要倡导者，该法也被成为“维莱法案”。该法案禁止在州际间运输“掺杂”食品，违者将被处以没收货物的惩罚，这里的“掺杂”是指添加了填充剂从而导致“质量或强度”受损的行为、通过着色掩盖产品“破损情况及低劣质量”的行为、加入添加剂从而导致“用户健康受损”的行为和添加“肮脏、腐败或腐臭”物质的行为。该法案也对跨州销售的“掺杂”药物施以类似的处罚，这里的“掺杂”是指该药物中活性成分的“强度、品质和纯度指标”未在标签上表明或未出现于《美国药典/国家处方集》（USP/NF）中。该法案亦禁止食品和药品标签的滥用。而检查食品和药品“掺杂”行为或滥用标签行为的权责则被赋予了维莱的美国农业部化学物质局。

#### 美国食品药品监督管理局的成立
维莱利用被新赋予的职权向使用化学添加剂的食品制造商发起了更具攻击性的战役，但是不久化学物质局的职权被法院取消，被取消的原因还包括美国农业部内于1907年和1908年分别成立了食品和药品检查委员会（the Board of Food and Drug Inspection）和科学专家顾问仲裁委员会（the Referee Board of Consulting Scientific Experts）。1911年最高法院裁定1906年的法案并不适用于惩处医疗方面的虚假声明，作为对此的回应，1912年修正案中对1906年法案中“滥用标签”的定义又加入了“对医疗效果作出虚假或欺诈性质的声明”的解释。然而，法院对欺诈意图的取证设立了高标准，从而继续严格限定这些职权。1927年，化学物质局被重组为美国农业部下的一个新机构——食品、药品和杀虫剂组织（the Food, Drug, and Insecticide organization）。三年后这个名字被缩短为“食品药品监督管理局”。

#### 1938年《联邦食品、药品和化妆品法案》
到了30年代，揭黑记者、消费者权益保护组织和联邦政府一同发起了一场运动，要求对在1906年法案中被允许的有害产品实施更有力的监管，他们为此列出了一个清单，其中包括辐射性饮料、能导致失明的化妆品和对于糖尿病和肺结核毫无疗效的“药剂”。然而由此推出的草案历经五年仍然没能在国会通过，直到1937年磺胺酏剂事件发生，美国马森基尔制药公司生产的万能磺胺造成107人死亡，该草案才获通过。而在之前，美国食品药品监督管理局只能以滥用标签为由对该产品进行查处——即所谓的“酏剂”（Elixir）应该被定义为可溶于酒精的药物，而非被用于内丹术磺胺（Elixir Sulfanilamide）的二甘醇（diethylene glycol）。
1938年6月25日，富兰克林·罗斯福总统签署通过了《联邦食品、药品和化妆品法案》。该法案通过明确要求所有新药上市前必须通过安全性审查以及禁止被食品药品监督管理局证明处于欺诈目的、在药品标签上作出虚假医疗声明的行为，显著增加了联邦监管的权限。该法案亦授权给食品药品监督管理局对制造商进行检查的权利和扩大执法权，为食品监管设立了新的标准，并将化妆品和医疗设备置于联邦监管之下。该法案虽在日后经过了大量修改，至今仍然构成了美国食品药品监督管理局监管权限的核心基础。

### 1938年后对人类药物和医疗设备的监管

#### 早期《联邦食品、药品和化妆品法案》的修正案：1938-1958年
在1938年法案通过后不久，美国食品药品监督管理局开始限定某些药物只能在医疗人员的监督之下使用才安全，而“只能凭处方”才能使用的药物的目录也在1951年被编入《Durham-Humphrey修正案》。然而1938年法案并没有授权药品上市前的效果检查权限，其后诸如《胰岛素修正案》（Insulin Amendment）和《青霉素修正案》（Penicillin Amendment）等修正案则授权了此类救生药物配方的性能测试。美国食品药品监督管理局开始惩处那些无法对它们药物的有效性声明进行证明的药品制造商，而1950年的上诉法院在裁决“阿尔伯达食品公司对美国的诉讼案”中发现，如果简单地从药品标签中将目的性用途删除，则药品制造商将无法回避1938年法案中的“虚假医疗声明”条款。这些新情况进一步确定了美国食品药品监督管理局对于无效药品进行上市前召回的权力。美国食品药品监督管理局的许多监管活动都将注意力集中在了滥用安非他明和巴比妥酸盐的领域中。但在1938-1962年间，该局也对1.3万中的新药申请进行了审查。尽管在这个时期毒理学仍处于发展的初级阶段，但是美国食品药品监督管理局和其他机构的努力仍然使得对于食品添加剂和药物安全测试的实验分析有了巨大进展。

#### 上市前药品审查程序的扩大适用：1959-1985年
1959年，参议员埃斯蒂斯·基福弗（Estes Kefauver）组织了多次听证会，对制药产业中的某些行为表示关切。这些行为包括制造商推荐的许多药品价格过高以及疗效无法确证。不过通过新法案增加美国食品药品监督管理局管理权限的倡议仍然遭到强烈反对。但是在导致数千个婴儿因为他们母亲在怀孕期间服用反应停而天生畸形的反应停事件（thalidomide tragedy）发生之后，大环境迅速发生了变化。由于美国食品药品监督管理局的工作人员弗兰西斯·凯尔西（Frances Oldham Kelsey）对于该药物的副作用存疑，导致该药物的美国经销商里查孙·梅里尔（Richardson-Merrell）公司提出的上市申请迟迟无法被批准，从而使美国市场幸免于难。但是这家公司已在美国向1000个医生分发了2百50万片反应停做初步临床实验。这些药发到了两万个妇女病人手上。尽管美国食品药品监督管理局后来紧急召回这些药物，美国还是有17个反应停引起的畸形罂儿出生。而这种药物实验完全不受美国食品药品监督管理局的监管。于是国会议员引证反应停事件来获取对增加美国食品药品监督管理局监管权限法案的支持。
1962年通过的、针对《联邦食品、药品和化妆品法案》的《Kefauver-Harris药品修正案》引起了美国食品药品监督管理局监管权限的巨大变革。其中最重大的变化是所有新药的上市申请都必须包含对于药物有效性的“实质性证据”，作为对之前申请中安全性论证的一种补充。美国食品药品监督管理局现今所采用的审批程序由此产生。在1938年至1962年间被批准上市的药物也被要求由美国食品药品监督管理局审查其有效性，在必要时可将其撤出市场。1962年法案的其他规定还包括：对制药厂商在商标名中使用“公认的”或“普遍的”等修饰词时的要求、药品广告须符合美国食品药品监督管理局发布的标准及美国食品药品监督管理局拥有对制药厂商的制药设备进行检查的扩张权限。
在建立现代美国药品市场进程中最具有影响力的法律之一就是1984年的《药品价格竞争和专利期恢复法》（Drug Price Competition and Patent Term Restoration Act），即《Hatch-Waxman法案》（Hatch-Waxman Act）。该法案意在解决1962年修正案与业已存在的专利法之间的两大矛盾（后者的实施者并非美国食品药品监督管理局，而是美国专利及商标局）。由于1962年法案规定的附加临床实验将新药上市的时间大大推迟，同时又没有延长制造商的专利时限，这导致新药研制厂商独占市场获取利润的时间大大缩短。另一个问题是1960年法案的新法规可以被解释为要求对已被批准的药品进行仿制仍然需要全面的安全性和有效性测试，而依据法院的决定，当一种新药仍处于专利期内时，开发新药的厂商有权阻止一般制造商对该药进行临床实验。《Hatch-Waxman法案》则意图让开发新药的厂商和一般制造商达成一种妥协，以降低该类药品上市的成本，从而有望降低该药的长期价格，同时又能保证开发新药所能带来的利益。该法案延长了新药的专利期，专利期的延长时间取决于美国食品药品监督管理局审批该类药品所花的时间。对于一般制药商，该法案设立了一种新的审批机制——“简化新药申请审评程序”（ANDA），通过该程序，一般制药商只需要证明他们的仿制成品和所仿制的药品有相同的活性成分、给药途径、剂型、强度及药代动力学特性。
《Hatch-Waxman法案》由此被誉为奠定了现代药品仿制工业的基础。

#### 美国食品药品监督管理局在艾滋病领域的改革
艾滋病出现之后，社会产生了对于药品申请评审程序耗费时间过长的担忧。在80年代中晚期，艾滋病联盟（AIDS Coalition to Unleash Power）和其他艾滋病活动组织指控美国食品药品监督管理局无必要地延长治疗艾滋病和其他机遇性感染疾病药物的申请审评程序，并组织了大规模的抗议活动，例如在1988年10月11日于美国食品药品监督管理局总部发生的对抗活动就导致了将近180人被捕。1990年，时任美国药品审查总统顾问团主席的Louis Lasagna博士估计癌症药物和艾滋病药物审查和上市时间的延长导致了每年数千人死亡。
作为对这些批评的不完全回应，美国食品药品监督管理局制定了新的规章制度以加快那些用于治疗危及生命疾病的申请评审程序，同时扩大了药品审批前作为限定治疗措施的范围。其中最重要的一条是“新药研究申请豁免”（IND exemption）或被称为“研究中的新药用于治疗”（treatment IND）条款，当某种处于临床Ⅱ期或临床Ⅲ期（当遇到某些特别的情况是，甚至可以更早）的药物可能对某些晚期或严重疾病的治疗有积极效果，或者至少不会产生有害效果时，该条款允许扩大其使用范围。美国食品药品监督管理局还制定了“并行双轨政策”，允许药品制造商对由于种种原因无法参加药品临床实验的患者使用其需要的、可能具有救生功能的新药物。这条“轨道”与新药研究申请程序并行不悖。
这些加快审批程序的规定在1992年都被进行了扩大适用并被编入相关法案之中。
所有用于治疗艾滋病的药物都由于加速了的审批机制得以及早通过审批。例如美国食品药品监督管理局按照“研究中的新药用于治疗”条款，于1985年启动了对第一种艾滋病治疗药物叠氮胸苷（AZT）的审批程序，1987年该药物即获得通过。第一批五种用于治疗艾滋病的药物中的三种在美国通过审查的时间都快于其他国家。

## 现阶段的改革

### 患者使用未经批准药物的权利
2006年的“阿比盖尔开发中药物获得联盟对冯·埃森巴赫案”使美国食品药品监督管理局对未批准药物的监管发生重大变化。阿比盖尔联盟认为美国食品药品监督管理局应该允许被诊断“处于危机时刻”的绝症患者使用已经完成了临床实验Ⅰ期的药物。该主张在2006年5月得到了第一上诉法庭的支持，但是2008年3月该判决结果经过重审被推翻。美国最高法院拒绝审理该案，最后的判决意味着阿比盖尔联盟主张的使用未批准药物的权利并不存在。

### 上市后药品的安全性监测
广为人知的万络（Vioxx）召回事件导致了美国食品药品监督管理局在法规制定和执法标准上的新一轮改革。万络是一种非甾体抗炎药（non-steroidal anti-inflammatory drugs，NSAID），现被认为导致了数千个美国人心脏病发死亡。该药于1999年通过美国食品药品监督管理局的审批，由于能减少消化道出血的危险，被认为在安全性上好于其他非甾体抗炎药。然而上市前和上市后的多项研究表明万络可能会增加心肌梗死的危险，该研究也在2004年得到了审批实验的证实。面对众多的诉讼，制药商主动将药物撤出市场。万络召回事件成为了持续进行中的争论的焦点，该争论围绕着以下问题进行：即新药的审批是否应该基于它们绝对安全的假设，或者这种安全性只是在某种特定条件下才出现的结果。受到万络事件的警醒，越来越多的主流媒体、医疗杂志、消费者权益保护组织、立法者和美国食品药品监督管理局官员呼吁对美国食品药品监督管理局上市前和上市后药品安全性监管程序进行改革。
2006年，一个国会要求的、由美国医学研究所（Institute of Medicine）委任的委员会对美国药品安全性的监管进行了审查并提出了改进建议。该委员会由16位专家组成，包括临床医学领域、经济领域、生物统计学领域、法律领域、公共政策领域和公共卫生领域的领军人物以及制药行业、医疗界、健康保险业的前任和现任主管。该委员会发现了现行的美国食品药品监督管理局对美国市场上的药品安全性监测体系的主要缺陷，并指出必须增加机构的监管权限、资金和美国食品药品监督管理局的独立性。

### 儿科药品测试
20世纪90年代之初，美国市场上只有大约20%的儿科药品进行过安全性或有效性测试。随着越来越多的证据显示儿童对许多药物的反应不同于成年人，对儿科药品的测试成为儿科医生和儿科学家的关注焦点。造成临床药物实验中儿童死亡的原因是多方面的。对于很多药物来说，儿童只代表了一个很小的潜在市场，因此药品制造商认为该类测试不符合成本效益。同时，由于取得儿童的知情同意被认为存在道德上的限制，针对儿童的临床实验被联邦政府和专业机构施以越来越多的障碍，人们也越来越关注该类实验的法律责任。所以几十年来，美国的大部分儿科药品都未经过美国食品药品监督管理局的审批程序，而是以“标签外使用”（off-label use）的方式进入市场，对药物剂量的考量也是依据成人所用剂量、体重和体表面积加以计算预测。
1994年，美国食品药品监督管理局推出《儿科药品标签使用和剂量推定最终规则》，对儿童药品市场的这种状况加以干预。对于未经安全性和有效性测试的儿科药品，该规定允许药品制造商在作出无该种效果的声明的前提下，添加儿童药品标签信息。但是该规定无助于推动药品制造商进行附加的儿童药品临床实验。1997年，美国食品药品监督管理局又推出一项规定，要求在“新药申请评审程序”中添加儿科药品临床实验。然而该规定被联邦法院以超出美国食品药品监督管理局的法定权限为由判定为无效。尽管如此，这场较量还远未结束。1997年，美国国会通过了《食品药品监督管理局现代化法》（Food And Drug Administration Modernization Act），其中规定给予进行过儿科药品测试的新药以6个月的专利权延长期。2002年通过的《最佳儿童医药品法案》（the Best Pharmaceuticals for Children Act）允许美国食品药品监督管理局要求药品制造商进行由美国国立卫生研究院赞助的儿科药品测试，尽管这项测试依旧受限于美国国立卫生研究院基金会。2003年通过的《儿科研究平安法》（Pediatric Research Equity Act）授权美国食品药品监督管理局批准由药品制造商赞助的儿科药品临床实验作为激励机制和公共基金机制后的补充手段。

## 影响和评价
FDA在美国乃至全球都有巨大影响，有美国人健康守护神之称。全世界的药品商和食品商对其又爱又怕，它的信誉和专业水准深得很多专家和民众的信赖。其严格的检测和评估在提供良好保障的同时也引起不少药商和食品商的非议，指责其束缚了发明创新，是阻挠民众获得特效药的最大障碍，并游说国会削减FDA的权限。

### 新冠疫情中，FDA对羟氯喹评估反复变化引起争议
2020年3月28日，FDA发布了对羟氯喹和氯喹的紧急使用授权，用于对新冠病毒的防疫。但在4月份又发布了关于使用羟氯喹的警告，称有研究表明该药物可能对某些患者产生副作用，包括视力模糊、皮肤发疹、恶心和头晕等。
尽管美国《BMC传染病》（BMC Infectious Diseases）文章称，新泽西州哈肯萨克子午线医疗中心（Hackensack Meridian Health）的团队研究发现，羟氯喹可帮助降低轻症新冠病毒患者和早期病人的入院率。在接受羟氯喹治疗的病人中只有1/5的人需要进一步入院治疗，而没有接受羟氯喹治疗的病人中，有1/3的人需要进一步入院治疗。
但是2020年6月，FDA还是撤销了羟氯喹的紧急使用授权，称发现羟氯喹和氯喹“没有显示出降低死亡可能性或加快康复的好处”。7月，FDA又发表了羟氯喹“关于严重的心律问题和其它安全问题与该药物有关的报告，包括血液和淋巴系统疾病、肾脏损伤和肝脏问题和失败”等。
FDA的研究结论遭到了一些科学家和医生组织的驳斥。密歇根州亨利福特医疗系统的研究人员分析了2500多名患者的记录，发现接受羟氯喹治疗的患者中有13%的人死亡，而仅接受标准护理的患者死亡率为26.4%。数据表明，羟氯喹可以降低感染冠状病毒患者的死亡率。
2020年7月28日，来自“美国前线医生”组织（American’s Frontline Doctors）的近20位医生，在美国国会山前举行记者会，向外界公布他们在前线救治病人获得的第一手信息：羟氯喹是目前抗新冠病毒最有效药物。医生们表示：科技界公布的一些负面信息和所谓的“研究数据”，存在不真实、不完整和严重误导民众的内容。
FDA对羟氯喹评估反复变化，一直持续到前总统川普向公众大力推荐羟氯喹之后。2020年10月川普确认感染了新冠病毒后，采用了羟氯喹治疗，身体很快痊愈，川普称赞它是一种潜在的对抗COVID-19的神奇疗法。此番言论遭到民主党、主流媒体的反对，科技界甚至将羟氯喹作为一种政治符号，是对前总统支持与否在政治上的选择和反应。
FDA还根据《柳叶刀》杂志发表又撤销的一篇论文对羟氯喹治疗效果完全否定，根据在英格兰医学杂志上发表又撤销的另一篇论文试图说明其他一类药物对新冠病毒无效。将科研问题政治化，并不利于FDA在美国防疫抗疫中应该起到的作用。

### FDA对新冠肺炎血浆疗法紧急授权的批准、搁置、再批准
据美国国家公共电台报道，血浆疗法作为流行病的治疗方法已有一个多世纪的历史，自2020年4月FDA扩大“恢复期血浆”使用范围以来，多个研究机构对血浆疗法进行深入研究。
由梅奥医学中心进行的全美最大血浆疗法研究数据——《康复血浆对新冠肺炎住院患者死亡率的影响：最初三个月的经验》显示：根据超过3.5万名新冠肺炎患者研究表明，在确诊3天后接受康复血浆注射的参与者其7天死亡率（8.7%<11.9%）和30天死亡率（21.6%<26.7%）都要显著低于在确诊4天或更晚接受康复血浆注射的参与者。另外，试验数据还表明，康复血浆中的抗体含量越高，则被注射者的死亡率也会更低。
2020年8月10日，休斯顿卫理公会医院的研究人员发表了题为《使用康复血浆治疗新冠肺炎患者表现出死亡率显著下降的迹象》的论文。该研究显示，136名接受了康复血浆治疗的新冠肺炎患者的28天死亡率要显著低于251名未接受该治疗的患者。
美国前总统川普称，血浆疗法将美国COVID-19患者的生还率升高了35%。100人中有35人被救活，这是一个大数字。
但是8月19日，据《纽约时报》援引美国国家过敏和传染病研究所（NIAID）临床主任克利福德·莱恩（H. Clifford Lane）的消息称，FDA暂时搁置了对新冠肺炎血浆疗法的紧急授权批准。美国国立卫生研究院院长弗朗西斯·柯林斯（Francis S. Collins）、传染病专家安东尼·福奇（Anthony S. Fauci）和莱恩在内的几位美国高级卫生官员称：审查更多数据。此番举动引起美国医学界、政界热议。福克斯医疗栏目投稿人马克‧西格尔（Marc Siegel）医生告诉《福克斯与朋友》，FDA不对抗体治疗签发紧急授权，是一件“令人震惊的事”，并且可能成为一个话题，他担忧FDA“太政治化了。”
8月19日，美国前总统特川普在白宫新闻发布会上表示：“这可能是一个政治决定，因为FDA里有很多人不想那么匆忙地让血浆疗法问世，他们希望在11月3日之后再开始行动。”川普暗示：他们正在以缓慢的行动挫败他的连任。民主党左派因此抨击川普防控疫情不力，在大选时给川普减分。

## 外部連結
- FDA （页面存档备份，存于）